# Soyuz TMA

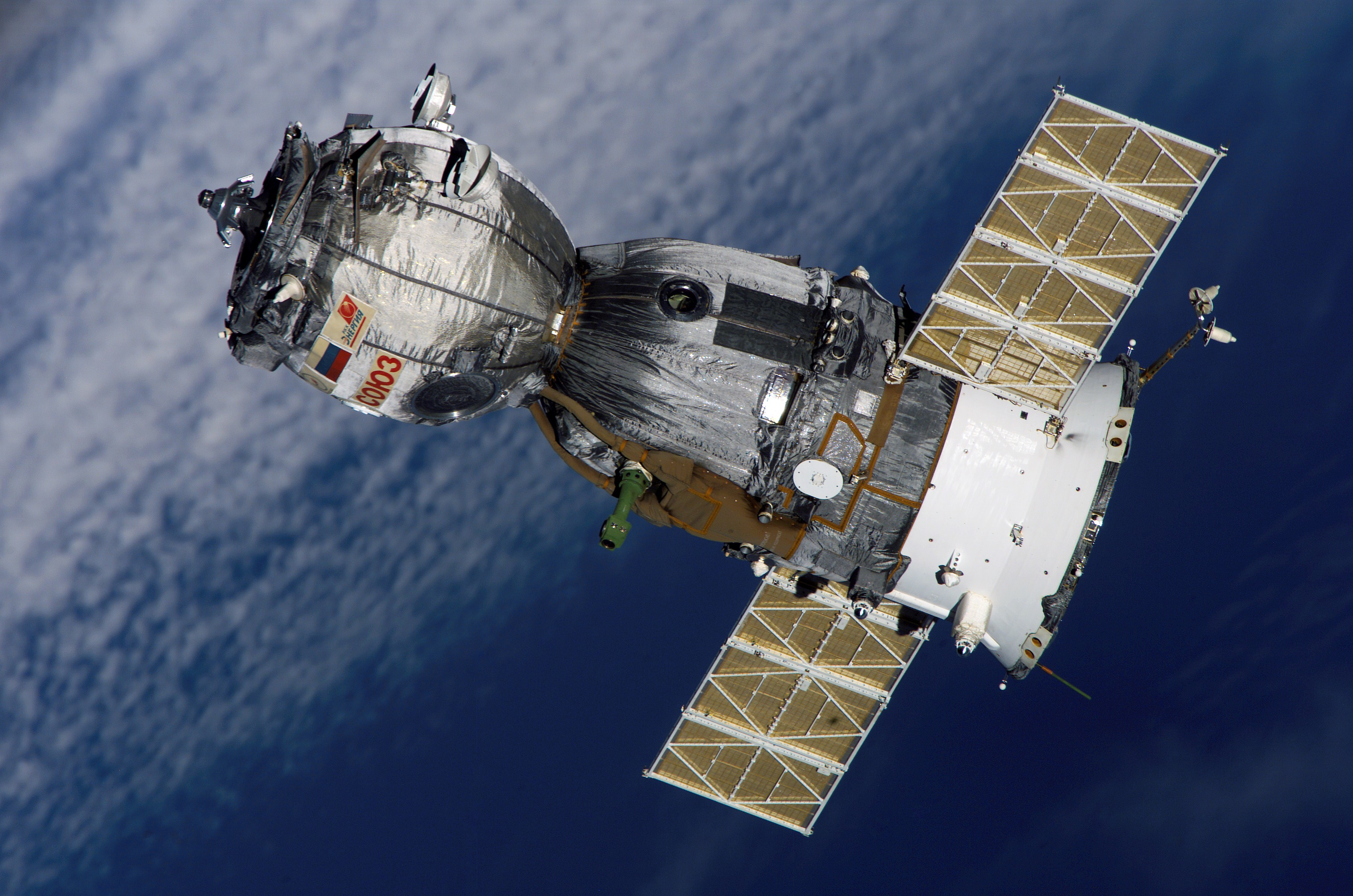
Nave espacial Soyuz TMA.

Soyuz TMA, también denominada Soyuz 7K-STMA, es el nombre de una versión mejorada de la nave espacial soviética Soyuz TM.

## Historia
La Soyuz TMA fue un rediseño mejorado de la Soyuz TM para llevar astronautas a la Estación Espacial Internacional y, sobre todo, poder servir como nave de emergencia para los ocupantes de la estación en caso de algún problema en la misma.
Incorporaba varios cambios para cumplir los requisitos de seguridad indicados por la NASA, con un mayor margen de alturas y pesos para los posibles ocupantes de la Soyuz TMA y un sistema de paracaídas mejorado. La cápsula contaba además con un par de nuevos paneles de datos. Tenía capacidad para tres tripulantes y 100 kg de carga en el lanzamiento y 50 kg en la reentrada. Permaneció en servicio durante diez años, desde el primer lanzamiento de 2002, en la misión Soyuz TMA-1. Tras el lanzamiento de la Soyuz TMA-22 en septiembre de 2011, se reemplazó por su versión mejorada, Soyuz TMA-M.

## Partes de la Soyuz TMA

### Módulo orbital (BO)

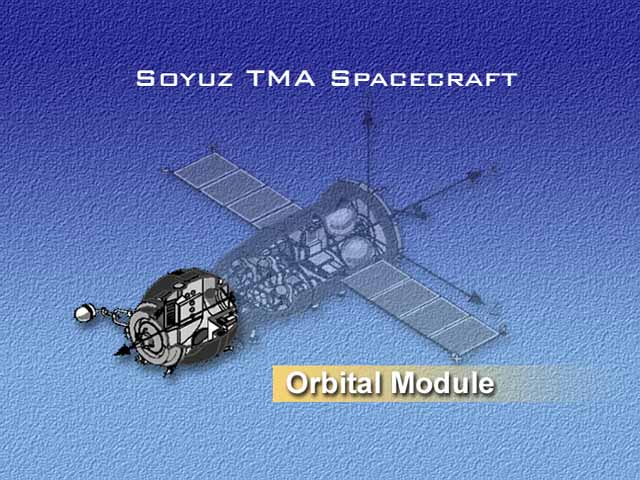
Situación del módulo orbital.

El módulo orbital (BO, por sus iniciales en cirílico, БО, de бытовой отсек, transliterado Bytovoy otsek) es una sección formada por dos semiesferas unidas por una cilíndrica donde se encuentra el sistema de acoplamiento Kurs y un par de escotillas, una por la que entran los astronautas a la Soyuz antes del despegue y otra que se abre al túnel formado tras el acoplamiento con otra nave o estación espacial. El módulo se separa del resto de la nave antes de que la cápsula de aterrizaje reingrese en la atmósfera.

#### Especificaciones
- Longitud: 2,98 m
- Diámetro máximo: 2,26 m
- Volumen habitable: 5 m³
- Masa: 1370 kg

### Módulo de descenso (SA)

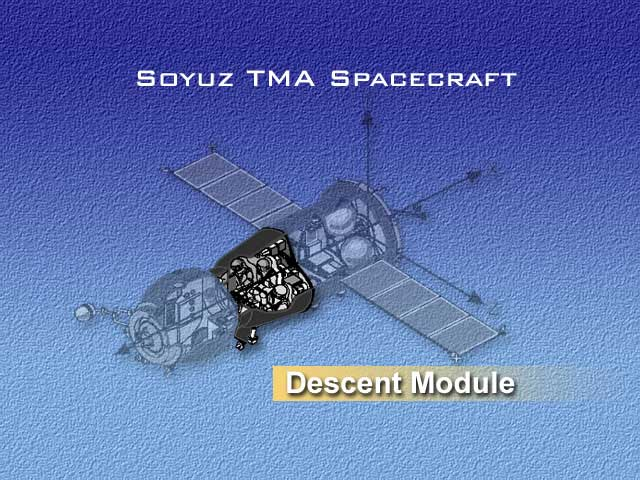
Situación del módulo de descenso.

El módulo de descenso (SA, por sus iniciales en cirílico, СА, de спускаемый аппарат, transliterado Spuskaemiy apparat) es la parte de la Soyuz en que los astronautas regresan a la Tierra y en la que están acomodados durante el despegue. Tiene capacidad para hasta tres astronautas vestidos con sus trajes de presión y en él está el periscopio por el que el navegante puede guiarse para pilotar la nave manualmente. En la parte exterior de la cápsula están alojados los paracaídas de reentrada y los cohetes de frenado mejorados que se encienden a 1,5 m del suelo para frenar el aterrizaje y reducir la velocidad de impacto a 1,4 m/s (en lugar de los 2,6 m/s de la Soyuz TM). También en el exterior, en la parte inferior, se encuentra el altímetro de rayos gamma Kaktus-2V. La cápsula posee pequeños cohetes de peróxido de hidrógeno para controlar la actitud del módulo durante la reentrada.
Como resultado de los cambios introducidos la cápsula puede acoger astronautas de entre 1,5 a 1,9 metros de altura (99 cm de altura sentados) y de 50 a 95 kg de peso (los límites anteriores eran de 1,64 a 1,84 metros de altura, 94 cm de altura como máximo sentados, y de 56 a 85 kg de peso).

#### Especificaciones
- Longitud: 2,24 m
- Diámetro máximo: 2,17 m
- Volumen habitable: 3,5 m³
- Masa: 2950 kg

### Módulo de equipamiento y propulsión (PAO)

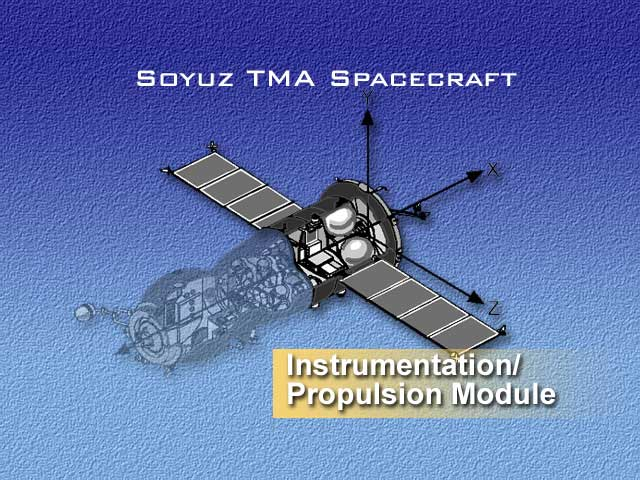
Situación del módulo de equipamiento y propulsión.

El módulo de equipamiento y propulsión (PAO, por sus iniciales en cirílico, ПАО, de приборно-агрегатный отсек, transliterado Priborno-agregatniy otsek) es el módulo donde residen el motor principal y las toberas de control de posición de la nave, así como los tanques de propelente que los alimentan. De él también salen los paneles solares que proporcionan energía a la nave. Este módulo también se separa del SA justo antes de la reentrada.

#### Especificaciones
- Longitud: 2,26 m
- Diámetro máximo: 2,72 m
- Masa: 2900 kg

## Especificaciones del conjunto
- Tripulación: 3
- Vida útil en vuelo libre: 14 días
- Vida útil acoplada a la estación: 200 días
- Longitud: 6,98 m
- Diámetro máximo: 2,72 m
- Envergadura (con los paneles solares desplegados): 10,7 m
- Volumen habitable: 9 m³
- Masa: 7220 kg
- Motor principal: KTDU-80
- Empuje del motor principal: 3,92 kN
- Propelentes: tetróxido de dinitrógeno e hidracina
- Masa de los propelentes: 900 kg
- Impulso específico del motor principal: 305 s
- Delta V total: 390 m/s
- Potencia eléctrica: 0,6 kW

## Misiones

### Tripuladas
| Misión       | Lanzamiento | Regreso    | Duración días |
| ------------ | ----------- | ---------- | ------------- |
| Soyuz TMA-1  | 2002-10-30  | 2002-11-10 | 10,87         |
| Soyuz TMA-2  | 2003-04-26  | 2003-10-28 | 184,95        |
| Soyuz TMA-3  | 2003-10-18  | 2004-04-30 | 194,77        |
| Soyuz TMA-4  | 2004-04-19  | 2004-10-24 | 187,89        |
| Soyuz TMA-5  | 2004-10-14  | 2005-04-24 | 192,79        |
| Soyuz TMA-6  | 2005-04-15  | 2005-10-11 | 179,02        |
| Soyuz TMA-7  | 2005-10-01  | 2006-04-08 | 189,83        |
| Soyuz TMA-8  | 2006-03-30  | 2006-09-29 | 182,95        |
| Soyuz TMA-9  | 2006-09-18  | 2007-04-21 | 215,35        |
| Soyuz TMA-10 | 2007-04-07  | 2007-10-21 | 196,71        |
| Soyuz TMA-11 | 2007-10-10  | 2008-04-19 | 191,80        |
| Soyuz TMA-12 | 2008-04-08  | 2008-10-24 | 198,68        |
| Soyuz TMA-13 | 2008-10-12  | 2009-04-08 | 178,01        |
| Soyuz TMA-14 | 2009-03-26  | 2009-10-11 | 198,66        |
| Soyuz TMA-15 | 2009-05-27  | 2009-12-01 | 187,86        |
| Soyuz TMA-16 | 2009-09-30  | 2010-03-18 | 169,17        |
| Soyuz TMA-17 | 2009-12-20  | 2010-06-02 | 163,23        |
| Soyuz TMA-18 | 2010-04-02  | 2010-09-25 | 176,06        |
| Soyuz TMA-19 | 2010-06-15  | 2010-11-25 | 163,30        |
| Soyuz TMA-20 | 2010-12-15  | 2011-05-23 | 159,30        |
| Soyuz TMA-21 | 2011-04-04  | 2011-09-16 | 164,24        |
| Soyuz TMA-22 | 2011-11-14  | 2012-05-07 | 165,31        |